# Золоте (Курманський район)
Золоте́ (до 1945 року — Ала́-Тай; крим. Ala Tay) — село Курманського району Автономної Республіки Крим.
Відстань від райцентру до населеного пункта становить 31 кілометрів по прямій.